# Anagyrus sogdianus
Anagyrus sogdianus är en stekelart som beskrevs av Sugonjaev 1968. Anagyrus sogdianus ingår i släktet Anagyrus och familjen sköldlussteklar. Inga underarter finns listade i Catalogue of Life.